# Justin Lemberg
Justin Lemberg (Australia, 23 de agosto de 1966) es un nadador australiano retirado especializado en pruebas de estilo libre, donde consiguió ser medallista de bronce olímpico en 1984 en los 400 metros.

## Carrera deportiva
En los Juegos Olímpicos de Los Ángeles 1984 ganó la medalla de bronce en los 400 metros estilo libre, con un tiempo de 3:51.79 segundos, tras los estadounidenses George Dicarlo y John Mykkanen.
Y en el Campeonato Pan-Pacífico de Natación de Tokio de 1985 ganó el oro en la misma prueba.